# コルワカン

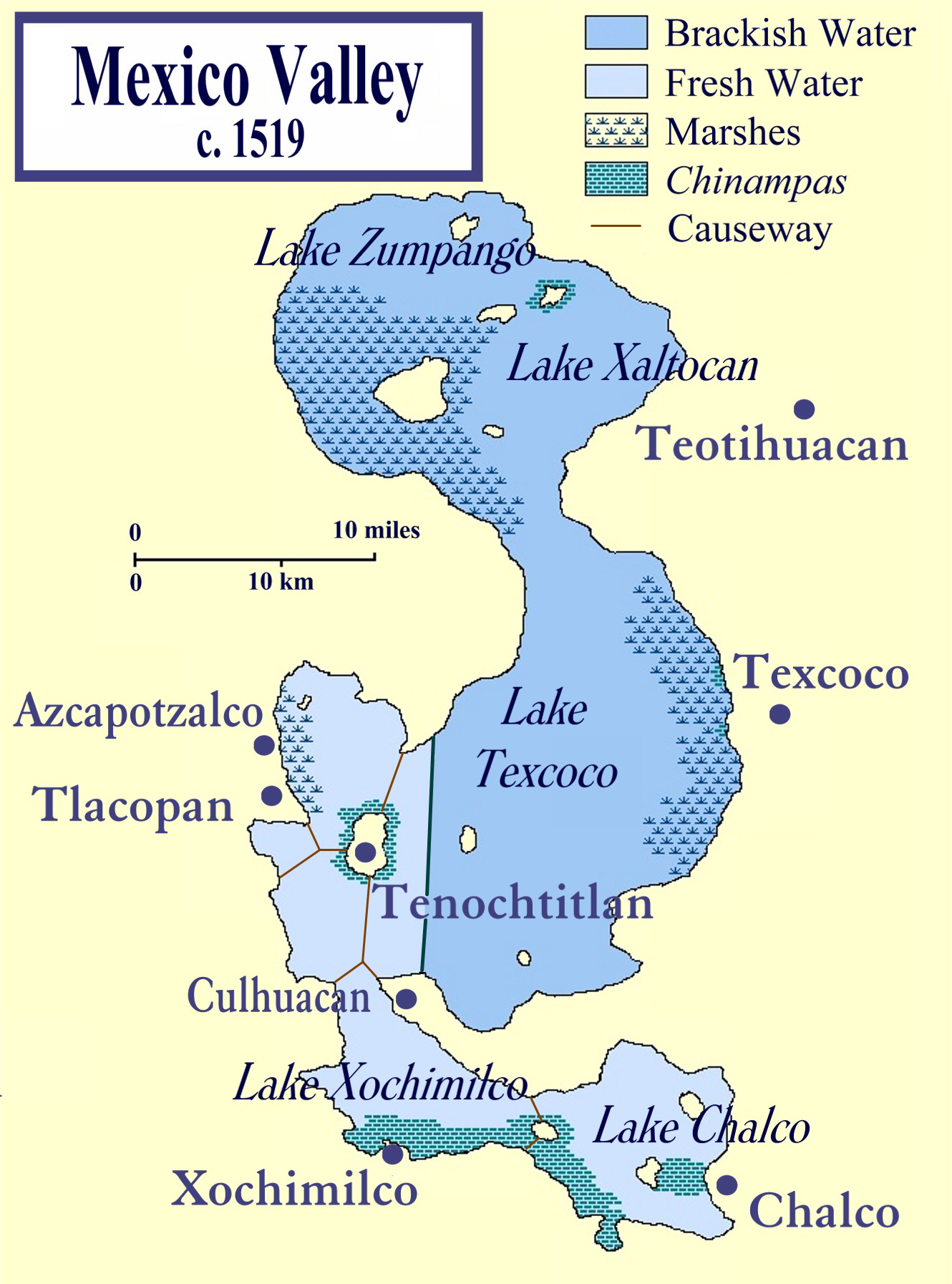
1519年のテスココ湖一帯

コルワカンまたはクルワカン（スペイン語: Culhuacán、ナワ語群: Cōlhuacān ナワトル語発音: [koːlˈwakaːn]）は、メキシコ盆地の、かつてテスココ湖と南のショチミルコ湖を分けていたイスタパラパ半島の西端に位置していた都市国家。メシカおよびテスココの伝承によれば、コルワカンはトルテカによって建設され、その最初の首都であったとされる。しかしながら、『チマルパイン文書』および考古学的調査によれば、トルテカ時代よりも早くからメキシコ盆地に存在していた。テオティワカンの衰退にともなう人口の移動の結果として古典期後期に設立された。
コルワカンの住民は首都の高い文化を持ち、それがこの都市の名声が高い理由のひとつであった。メシカ＝テノチティトランのトラトアニの正当性はコルワカンと血縁を持つことに由来していた。

## 地名

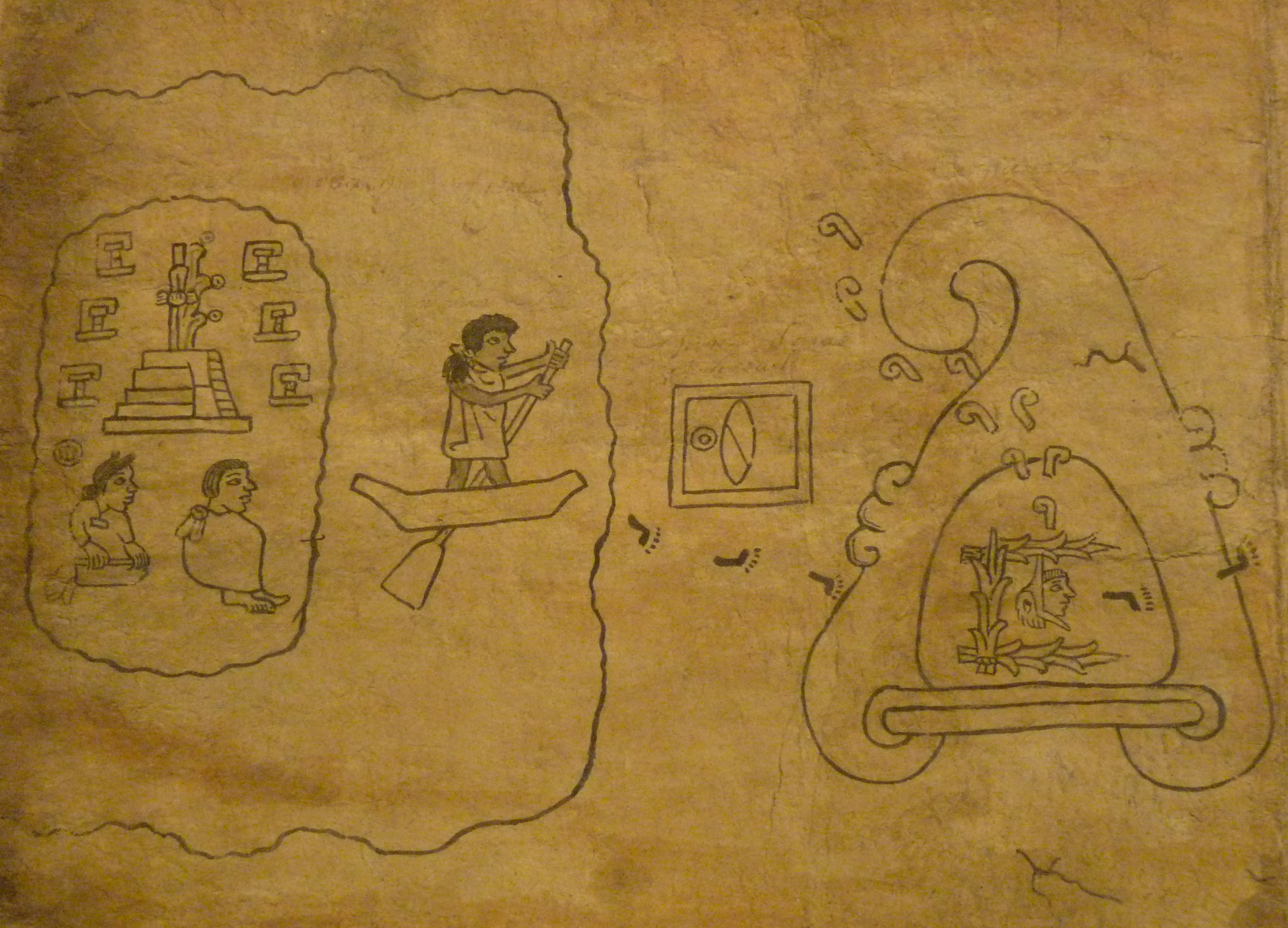
『ボトゥリニ絵文書』に見えるコルワカンのアステカ文字（右）。メソアメリカの人々の歴史においてコルワカンはさまざな都市の起源に関連する。メシカの文献によれば、テオコルワカン（旧コルワカン）はウィツィロポチトリの地であった。

コルワカンというナワトル語地名にはいくつかの解釈がなされている。ローレット・セジュルネによれば「曲がった山の場所」の意味であり、セロ・デ・ラ・エストレージャと関連した名称で、この丘のふもとに集落が作られたとする。セシリオ・ロベロは地名をナワ族のコルワ氏族と結びつけ、本来の名前は『メシカヨトル年代記』によっても言及されているテオコルワカン（旧コルワカン、コルワ人の場所）だったとする。カルロス・モンテマヨルらはこの地名が「Coltzin（コルツィン、曲がった神）-hua（所有を表す）-can（場所を表す）」から構成され、「コルツィンを拝む人々の場所」を意味するとする。

## 位置
コルワカンはセロ・デ・ラ・エストレージャの西斜面、ショチミルコ湖の湖畔に位置していた。この場所はメキシコ盆地の南北交易路として必ず通らなければならない戦略的な場所にあった。
かつてのコルワカンは現在のメキシコシティのイスタパラパ区のクルワカン地区 (Pueblo Culhuacán) に相当し、すでに1300年にわたって人間が居住している。

## 伝承
メキシコの歴史学者ヒメネス・モレノ (es:Wigberto Jiménez Moreno) によると、トルテカは9世紀後半にメキシコ盆地にやってきて、ミシュコアトル（雲のヘビ）に率いられてコルワカンに定住した。ミシュコアトルはトピルツィン・ケツァルコアトルの父であった。
メキシコ盆地にやってきたメシカは、コルワカンの許可を得てティサアパンという所に住んだ。このときにコルワカンの高い文化の影響を受けてクルワ＝メシカを自称するようになったが、コルワカンの王の娘を生贄にしてその皮をはいだために追い出され、テスココ湖の中の島にテノチティトランの町を建設した。しかしコルワ氏族とメシカとは血縁によって結びつきがあり、コルワカンからアカマピチトリを迎えてテノチティトランの最初のトラトアニとしたと伝えられる。1428年にアスカポツァルコを破ったイツコアトルは、コルワカンを含む周辺の都市を次々に征服してコルワの主を名乗ったが、これは自らをトルテカの伝統と結びつけるのが目的だった。